# Damiano Ferronetti
Pour les articles homonymes, voir Ferronetti.
Damiano Ferronetti est un footballeur italien né le 1er novembre 1984 à Albano Laziale. Il évolue au poste de défenseur.
Après quatre saisons passées sous les couleurs d'Udinese, il signe en faveur du Torino FC. Un mois plus tard, il résilie son contrat et signe en faveur du Genoa CFC.
Il possède 4 sélections en équipe d'Italie espoirs. Il a fait partie de la sélection italienne qui participa au Championnat d'Europe Espoirs 2006. Mais il fit aucune entrée en jeu.

## Palmarès
- Vainqueur du Championnat d'Europe des moins de 19 ans en 2003